# 재난의학
재난의학(災難醫學, Disaster Medicine)은 의학의 세부 분야로, 재난 생존자에게 건강 관리를 제공하고 재난 과정 전반에 걸쳐 재난 대비, 예방 및 계획, 재난 대응 및 복구 리더십을 제공하는 것을 목표로 한다. 재난의학 전문가는 재난 현장 및 영향 지역과 피난 수용 시설에서 응급의료종사자, 병원, 의료시설, 지역사회 및 정부에게 의료 실천에 대한 통찰력과 지침, 치료원칙 및 전문 지식을 제공할 수 있다. 재난의학은 응급의학과 급성기에는 겹치는 내용이 많으며, 예방의학, 공중보건, 감염 관리, 구호, 정신심리지원 등 다양한 보건의료 분야가 통합적으로 구성되어있다.

## 같이 보기
- 응급의학
- 응급의료체계
- 난민